# Catherynne M. Valente

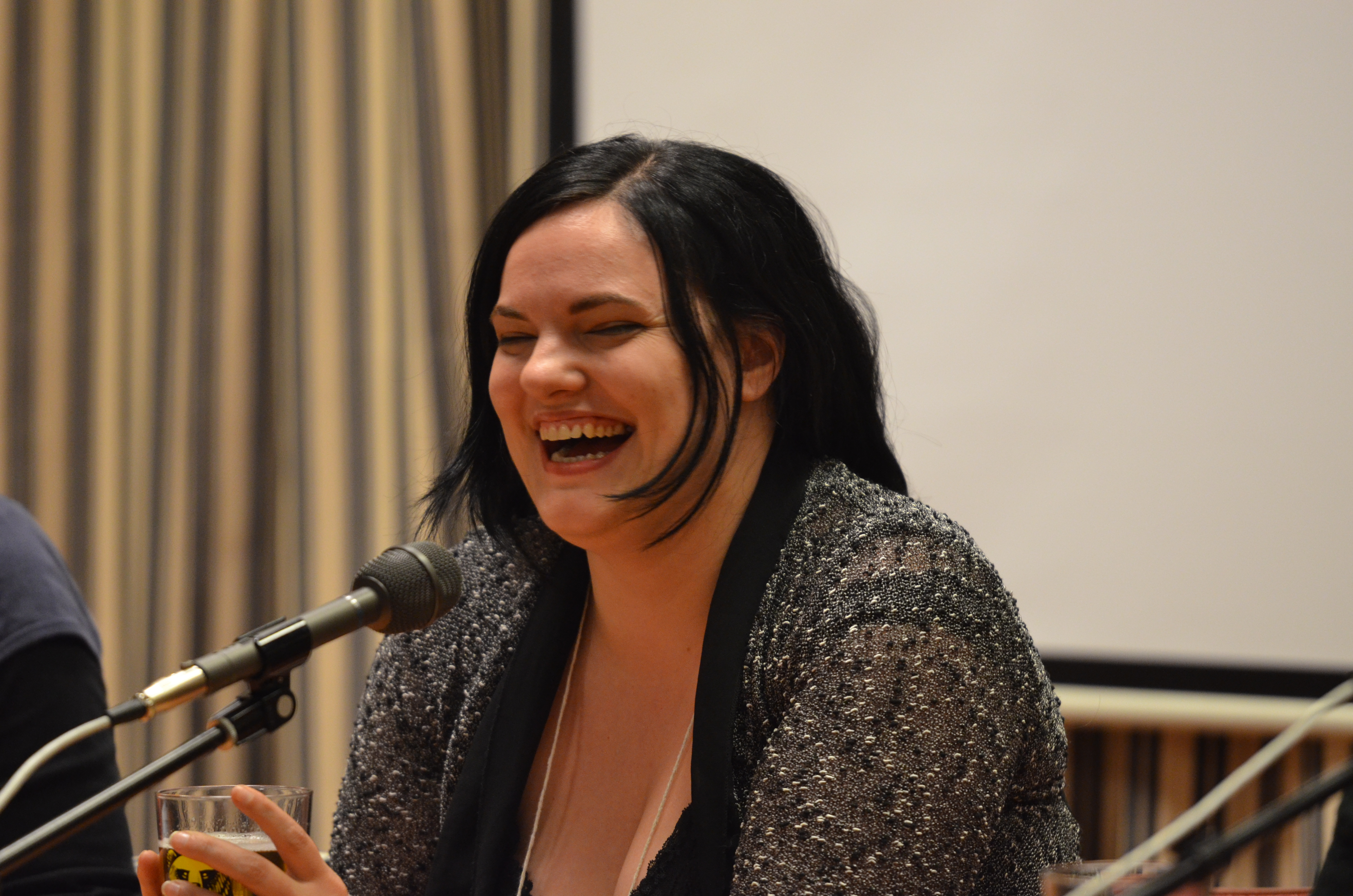
Catherynne M. Valente, 2012

Catherynne M. Valente (* 5. Mai 1979 in Seattle als Bethany Thomas) ist eine US-amerikanische Schriftstellerin, Dichterin und Literaturkritikerin, die vorwiegend Phantastische Literatur schreibt. Ihre Romane wurden mit James Tiptree, Andre Norton und Mythopoeic Fantasy Awards ausgezeichnet. Ihre Kurzgeschichten erschienen unter anderem in Clarkesworld Magazine sowie in den mit dem World Fantasy Award ausgezeichneten Anthologien Salon Fantastique und Paper Cities. Ihre Kritiken erschienen unter dem Namen Bethany L. Thomas im International Journal of the Humanities und zahlreichen Essaybänden.

## Werk
Valentes Romane waren für die Hugo, World Fantasy und Locus-Preise nominiert. Ihr Buch Palimpsest (2009) wurde mit dem Lambda Award für  Science Fiction und Fantasy ausgezeichnet. Ihr zweibändiges Werk The Orphan’s Tales wurde mit dem Mythopoeic Award 2008 ausgezeichnet. Der erste Band, The Orphan’s Tales: In the Night Garden wurde außerdem mit dem James Tiptree, Jr. Award 2006 geehrt und war für den World Fantasy Award 2007 nominiert. Im Jahr 2012 wurde Valentes Werk mit 3 Locus Awards ausgezeichnet: Best Novelette (White Lines on a Green Field), Best Novella (Silently and Very Fast) und Best YA Novel (The Girl Who Circumnavigated Fairyland in a Ship of Her Own Making). 2023 erhielt sie für die Erzählung The Difference Between Love and Time den Hugo Award.
Ihr Kinderbuch The Girl Who Circumnavigated Fairyland in a Ship of Her Own Making debütierte auf Platz acht der New-York-Times-Bestsellerliste. Der Nachfolger The Girl Who Fell Beneath Fairyland and Led the Revels There erreichte Platz fünf auf der Best Fiction of 2012-Liste des Time Magazine.
Im Jahr 2009 spendete sie ihr Archiv dem Department of Rare Books and Special Collections der Northern Illinois University.
Sie ist regelmäßige Teilnehmerin des mehrfach mit dem Hugo Award ausgezeichneten Podcast SF Squeecast.

### Multimedia and Mythpunk
Valente unternimmt regelmäßig Lesereisen innerhalb und außerhalb der USA. Gelegentlich tritt sie gemeinsam mit der Singer-Songwriterin SJ Tucker auf, die unter anderem auch Alben veröffentlicht hat, die auf Valentes Werk basieren. Zusammen unternehmen sie Lese/Konzertreisen in ganz Nordamerika, die oft Tänzer, Luftakrobaten, Kunstaktionen für auf den Romanen basierenden Schmuck und Gemälde und andere Aufführungen umfassen.
Die Online-Künstlerin Valente ist in der Crowdfunding-Bewegung aktiv. Ihr Roman The Girl Who Circumnavigated Fairyland in a Ship of Her Own Making war das erste durch Crowdfunding finanzierte Buch das mit einem bedeutenden Literaturpreis ausgezeichnet wurde, bevor es traditionell veröffentlicht wurde.
In einem Blogpost im Jahr 2006 prägte Valente den Begriff Mythpunk als scherzhafte Umschreibung für die Folklore-basierte Fantasy mit postmodernen Techniken, die sie und andere Autoren schreiben.

## Werke (Auswahl)
Romane
- The Labyrinth. 2004.
- The Ice Puzzle. 2004.
- Yume No Hon: The Book of Dreams. 2005.
- The Grass-Cutting Sword. 2006.
- Palimpsest. 2009.
- Deathless. 2011.
- Silently and Very Fast. 2011.
- Six-Gun Snow White. 2013.
- Matryoshka. 2015.
- Radiance. 2015.
- Speak Easy. 2015.[7]

The Orphan’s Tales
- The Orphan’s Tales: In the Night Garden (vol. 1). 2006.
  - Book of the Steppe
  - Book of the Sea
- The Orphan’s Tales: In the Cities of Coin and Spice (vol. 2). 2007.
  - Book of the Storm
  - Book of the Scald

A Dirge for Prester John
Erschienen bei Night Shade Books:
- The Habitation of the Blessed. 2010.
- The Folded World. 2011.

Fairyland (Pentalogie)
Erschienen bei Feiwel & Friends:
- The Girl Who Ruled Fairyland – For a Little While. 2001.[8]
- The Girl Who Circumnavigated Fairyland in a Ship of Her Own Making. 2011; Deutsch: Die wundersame Geschichte von September, die sich ein Schiff baute und das Feenland umsegelte, übersetzt von Sylke Hachmeister. Rowohlt, Reinbek bei Hamburg 2013, ISBN 978-3-499-21632-9.
- The Girl Who Fell Beneath Fairyland and Led the Revels There. 2012; Deutsch: Die wundersame Geschichte von September, die unter das Feenland fiel und mit den Schatten tanzte, übersetzt von Sylke Hachmeister. Rowohlt, Reinbek bei Hamburg 2014. ISBN 978-3-499-21633-6.
- The Girl Who Soared Over Fairyland and Cut the Moon in Two. 2013.
- The Boy Who Lost Fairyland. 2015.
- The Girl Who Raced Fairyland All the Way Home. 2016.

Der Titel The Girl Who Circumnavigated Fairyland in a Ship of Her Own Making war zunächst als fiktives Kinderbuch in Palimpsest erwähnt. Im Jahr 2009 startete Valente eine Crowdfunding-Kampagne um dieses Buch als Onlineroman für Kinder zu schreiben.
- Space Opera. Saga Press, 2018, ISBN 978-1-4814-9749-7.
  - Space opera. FISCHER Tor, Frankfurt am Main 2019, ISBN 978-3-596-70444-6, Übersetzerin Kirsten Borchardt
- Mass Effect: Andromeda – Annihilation. Titan Books, 2018, ISBN 978-1-7856-5158-8
  - Mass Effect: Andromeda – Vernichtung. Übersetzt von Andreas Kasprzak und Tobias Toneguzzo, Panini Verlag, Februar 2019, ISBN 978-3-8332-3618-1

Gedichte
- Music of a Proto-Suicide. 2004.
- Apocrypha. 2005.
- Oracles: A Pilgrimage. 2006.
- The Descent of Inanna. 2006.
- A Guide to Folktales in Fragile Dialects. 2008.

Sachliteratur
- Introduction to Jane Eyre (Illustrated). 2007.
- „Regeneration X“ in Chicks Dig Time Lords. 2010.
- Indistinguishable from Magic. 2014.

Erzählungen
- The Difference Between Love and Time. 2022

Kurzgeschichten
- „The Oracle Alone“ Music of a Proto-Suicide. 2004.
- „Ghosts of Gunkanjima“ Papaveria Press. 2005.
- „The Maiden-Tree“ Cabinet des Fees. 2005.
- „Bones Like Black Sugar“ Fantasy Magazine. 2005.
- „Psalm of the Second Body“ PEN Book of Voices. 2005.
- „Ascent Is Not Allowed“ The Minotaur in Pamplona. 2005.
- „Thread: A Triptych“ Lone Star Stories. 2006.
- „Urchins, While Swimming“ Clarkesworld Magazine. 2006.
- „Milk and Apples“ Electric Velocipede. 2006.
- „Temnaya and the House of Books“ Mythic. 2006.
- „A Grey and Soundless Tide“ Salon Fantastique. 2006.
- „A Dirge For Prester John“ INTERFICTIONS. 2007.
- „The Ballad of the Sinister Mr. Mouth“ Lone Star Stories. 2007.
- „La Serenissima“ Endicott Studio. 2007.
- „The Proslogium of the Great Lakes“ Farrago’s Wainscot. 2007.
- „A Buyer’s Guide to Maps of Antarctica“ Clarkesworld Magazine. 2008.
- „Tales of Beaty and Strangeness: City of Blind Delights“ Clockwork Phoenix. 2008.
- „The Hanged Man“ Farrago’s Wainscot. 2008.
- „An Anthology of Urban Fantasy: Palimpsest“ Paper Cities. Herausgegeben von Ekaterina Sedia. 2008.
- „The Harpooner at the Bottom of the World“ Spectra Pulse Magazine. 2008.
- „Golubash, or, Wine-War-Blood-Elegy“ Federations. 2009.
- „The Secret History of Mirrors“ Clockwork Phoenix 2. 2009.
- „A Book of Villainous Tales: A Delicate Architecture“ Troll’s Eye View. 2009.
- „The Radiant Car Thy Sparrows Drew“ Clarkesworld Magazine. 2009.
- „The Anachronist’s Cookbook“ Steampunk Tales. 2009.
- „A Between Books Anthology:Proverbs of Hell“ The Stories in Between. 2010.
- „The Days of Flaming Motorcycles“ Dark Faith. 2010.
- „Secretario“ Weird Tales. 2010.
- „Thirteen Ways of Looking at Space/Time“ Clarkesworld Magazine. 2010.
- „How to Become a Mars Overlord“ Lightspeed Magazine. 2010.
- „15 Panels Depicting the Sadness of the Baku and the Jotai“ Haunted Legends. 2010.
- „In the Future When All’s Well“ Teeth. 2011.
- „A Voice Like a Hole“ Welcome to Bordertown. 2011.
- „The Wolves of Brooklyn“ Fantasy Magazine. 2011.
- „The Girl Who Ruled Fairyland – For a Little While“ Tor.com. 2011.
- „White Lines on a Green Field“ Subterranean Magazine. 2011.

Sammlungen
- This Is My Letter to the World: The Omikuji Project, Cycle One. 2010.
- Ventriloquism. 2010.
- Myths of Origin, Sammelband mit The Labyrinth, Yume No Hon: The Book of Dreams, The Grass-Cutting Sword, und Under in the Mere. 2011.
- The Melancholy of Mechagirl . 2013.
- The Bread We Eat in Dreams. 2013.

## Auszeichnungen
| Year | Preis                                                                    | Ausgezeichnetes Werk                                                                  |
| ---- | ------------------------------------------------------------------------ | ------------------------------------------------------------------------------------- |
| 2006 | James Tiptree, Jr. Award                                                 | The Orphan’s Tales: In the Night Garden (vol. 1)                                      |
| 2007 | storySouth Million Writers Award                                         | Urchins, While Swimming, Clarkesworld Magazine Issue 3                                |
| 2007 | World Fantasy Award (Nominierung für Best Novel)                         | The Orphan’s Tales: In the Night Garden (vol. 1)                                      |
| 2008 | Rhysling Award (Lange Gedichte)                                          | The Seven Devils of Central California, Farrago’s Wainscot Summer 2007                |
| 2008 | Mythopoeic Award (Erwachsene)                                            | The Orphan’s Tales (Series)                                                           |
| 2009 | World Fantasy Award (Nominierung für Best Short Story)                   | A Buyer’s Guide to Maps of Antarctica, Clarkesworld Magazine (May 2008)               |
| 2009 | Andre Norton Award                                                       | The Girl Who Circumnavigated Fairyland in a Ship of Her Own Making                    |
| 2010 | CultureGeek Readers’ Choice Award (Best Web Fiction of the 21st Century) | The Girl Who Circumnavigated Fairyland in a Ship of Her Own Making                    |
| 2010 | Hugo Award for Best Novel (Nominierung)                                  | Palimpsest                                                                            |
| 2010 | Locus Award (Nominierung)                                                | Palimpsest                                                                            |
| 2010 | Lambda Literary Award                                                    | Palimpsest                                                                            |
| 2012 | Hugo Award für Best Fancast                                              | SF Squeecast (with Lynne M. Thomas, Seanan McGuire, Paul Cornell, and Elizabeth Bear) |
| 2012 | Nebula Award for Best Novelette (Nominierung)                            | „Fade to White“                                                                       |
| 2012 | Time Magazine Top 10 Fiction Books                                       | The Girl Who Fell Beneath Fairyland and Led the Revels There                          |
| 2012 | Locus Award for Best Young Adult Book                                    | The Girl Who Circumnavigated Fairyland in a Ship of Her Own Making                    |
| 2014 | Locus Award for Best Young Adult Book                                    | The Girl Who Soared Over Fairyland and Cut the Moon in Two                            |
| 2017 | Theodore Sturgeon Memorial Award for SF short fiction                    | The Future is Blue                                                                    |
| 2023 | Hugo Award für Best Novelette                                            | The Difference Between Love and Time.                                                 |